# Przygody Bosco
Przygody Bosco lub Bosco (jap. ボスコアドベンチャー Bosuko daiboken) – japoński serial animowany wyprodukowany przez Nippon Animation zrealizowany na podstawie powieści Tony’ego Wolfa.

## Fabuła
Na Krainę Fontann napada armia potwora o imieniu Skorpion. Zabija on prawowitych władców królestwa, nie może jednak zasiąść na tronie, póki nie nastąpi całkowite zaćmienie Słońca. Ich córka, młoda księżniczka Emilia, zostaje porwana przez Kapturnika, sługę Skorpiona, którego misją jest uwięzienie dziewczyny i uniemożliwienie jej powrotu – jeśli bowiem udałoby się księżniczce dostać na tron przed Skorpionem, potężna moc wody ze Źródła Życia zniszczyłaby okupantów. Emilka wysyła wiadomość z prośbą o pomoc, którą odbierają mieszkańcu lasu Bosco. Są to: odważny, energiczny i sprytny Żabon, przedsiębiorczy, choć nerwowy Żółw oraz nieco tchórzliwy, ale lojalny Wydra. Cała trójka na pokładzie ogromnego sterowca o nazwie „Bosco” uwalnia księżniczkę, po czym postanawia zawieść ją do jej ojczyzny oraz wspomóc w walce ze złem. Podróż obfituje w liczne przygody, bowiem Kapturnik oraz jego zausznicy zrobią wszystko, by powstrzymać drużynę w dotarciu do celu. Podczas podróży Żabona i Emilkę zaczyna łączyć uczucie, jednak na jego drodze stoi bezlitosne przeznaczenie dotyczące księżniczki.

## Bohaterowie
- Księżniczka Emilka – dziedziczka Krainy Fontann. Ma błękitne włosy, nosi prostą, błękitną sukienkę i błękitne pantofelki. Na szyi nosi wisiorek z czerwonym kamykiem. Kocha przyrodę. Pochodzi z gatunku elfów wodnych (gdy jest niska temperatura, zamarza w niej). Choć jest księżniczką, nie domaga się wcale specjalnego traktowania od załogi Bosco. Jest wrażliwa oraz szczera, ale też uparta i zadziorna, potrafi krzykiem wywalczyć sobie swoje prawa. Nie umie przejść obojętnie obok czyjegoś cierpienia. Uwielbia załogę „Bosco”, jednak największą sympatią darzy Żabona, z którym później zaczyna ją łączyć uczucie. Jej obecność czyni z serialu romans.
- Żabon – odważna, silna i sprytna żaba, najlepszy przyjaciel Emilki (z czasem zaczyna ich łączyć coś więcej niż tylko przyjaźń) oraz Żółwia i Wydry, nieoficjalny lider załogi „Bosco”, na którym to stanowisku doskonale się sprawdza. Często sprzecza się z Żółwiem i zwalcza jego pomysły. Nosi fioletową kamizelkę, czarne spodnie ma pasku, brązowe buty, brązowe rękawiczki i czerwoną chustę zawiązaną u szyi. Jest uparty i zawzięty, ale przede wszystkim zdeterminowany, łatwo się nie poddaje. Umie wymyślać skuteczne pomysły w trybie natychmiastowym. Potrafi również zbudować kilka użytecznych pojazdów (choć nie ma tak wielkiego talentu w tej dziedzinie jak Żółw). Lubi przygody i brawurę, chwilami trudno mu usiąść na dłużej w jednym miejscu. Łączy go wielka więź emocjonalna z Emilką – to on również najczęściej ratuje księżniczce życie. Podobnie jak Emilka jest niezwykle uczuciowy i wrażliwy. Księżniczka nazywa go pieszczotliwie „Żabonkiem”.
- Żółw – niezwykle inteligentny wynalazca, twórca m.in.: plecaka odrzutowego, antygrawitacyjnego skutera i statku „Bosco” (który był wcześniej jego domem). Zajmuje się też naprawą rozmaitych urządzeń. Nosi duży, brązowy kapelusz i buty tej samej barwy. Często sprzecza się z Żabonem, głównie z powodu jego energicznego charakteru, którego Żółw nie podziela. W sytuacjach krytycznych lubi usiąść i na spokojnie wszystko przemyśleć. Bywa nerwowy i niekiedy z byle powodu wywołuje kłótnię, jest jednak również niezwykle lojalny wobec przyjaciół. To on pierwszy nazywa Żabona „szefem” załogi „Bosco” i jako pierwszy zaczyna go tak traktować.
- Wydra – nieco tchórzliwy i nieśmiały, ale bardzo pracowity członek załogi Bosco. Na statku pełni rolę palacza i kucharza w jednej osobie. Nosi bardzo szerokie, niebieskie spodnie na czerwonych szelkach. Boi się praktycznie wszystkiego: wysokości, głębokości, smoków i olbrzymów. Jest bardzo oddany przyjaciołom. Za wszelką cenę unika sprzeczek i kłótni. W polskiej wersji językowej jest mylnie nazywany Kretem.
- Skorpion – mroczny władca, który przejmuje władzę nad Krainą Fontann. Przez większość odcinków pozostaje ukryty za kotarą, a w swej prawdziwej postaci ujawnia się dopiero później. W rzeczywistości jest on olbrzymim potworem, który wraz ze swym potomstwem pożera całe planety.
- Kapturnik – sługa Skorpiona, tajemniczy mężczyzna w czarnej szacie z kapturem. Kapitan „Skorpiona II”. Ściga załogę „Bosco” i często przysparza jej kłopotów. Początkowo Kapturnik wydaje się być potężnym i bezwzględnym przywódcą, z czasem jednak staje się postacią raczej komiczną, a jego pomocnicy doprowadzają go do rozstroju nerwowego. Nigdy nie widać jego twarzy – prawdopodobnie jest ona zdeformowana. W późniejszych odcinkach rywalizuje z Damią o względy Skorpiona.
- Kocur i Karzeł – dwaj niezbyt rozgarnięci pomocnicy Kapturnika. Później przechodzą pod komendę Damii. Kocur jest wysoki, ma czarne futro z białymi dodatkami i nosi czerwone spodnie na jednej szelce. Karzeł zaś jest niski, nosi czarną koszulę, czarną czapkę frygijską, spodnie w biało-czarne pasy i jasnobrązowe buty, a prócz tego zasłania lewe oko przepaską (choć oko jest zdrowe), przez ramię ma przerzucony kołczan pełen strzał (których nigdy nie używa), a jego twarz zdobią czarne wąsy i siwa broda. Obaj pomagierzy Kapturnika są często powodem wielu zabawnych sytuacji dziejących się w serialu.
- Damia – piękna i okrutna najemniczka Skorpiona, dowodzi też jego armią, od odcinka 15 jeden z głównych czarnych charakterów serialu. Z czasem zastępuje słabnącego Kapturnika. Ma długie, ciemnoniebieskie włosy i zielone oczy. Umie dobrze walczyć i zna się nieco na czarach (potrafi na doczekaniu uszykować kilka eliksirów), a także posiada doskonałą umiejętność przebierania się za różne postacie. Nosi strój wojowniczki, złoty diadem oraz kolczyki z pentagramem. Z natury jest bardzo nerwowa, łatwo wpada w gniew, zwłaszcza wtedy, gdy jej plan zawodzi. Jako jedyna postać negatywna szanuje Żabona jako godnego siebie przeciwnika i nie lekceważy jego umiejętności. Nie jest lojalna wobec Skorpiona – służy mu jedynie dlatego, że ten obiecał jej połowę świata we władanie.
- Posłaniec – czarny nietoperz pozostający na usługach Skorpiona. Przynosi Kapturnikowi, a później także i Damii, wiadomości i rozkazy od swego pana. Jest okrutny, podły i pozbawiony wszelkich skrupułów.
- Ender – krasnolud, prezes rady ministrów (premier) Krainy Fontann, wierny sługa księżniczki Emilki (wcześniej służył jej rodzicom). Pochodzi z jednej z najstarszych arystokratycznych rodzin, wskutek czego uważa się za lepszego od załogi „Bosco”, którą pogardza jako „prostakami”. Nosi niebieski, szlachecki strój z czerwoną szarfą, do której ma przypiętą szpadę. Jest wierny Emilce, ale wiecznie krytykuje jej zachowanie uważając, że księżniczka nie ma prawa do życia osobistego. Ma zrzędliwy charakter i bezskutecznie próbuje przejąć dowodzenie nad statkiem „Bosco”. Dołącza do załogi w odcinku 13.
- Mówik – mechaniczny szpak, wierny przyjaciel Emilki z czasów dzieciństwa. To dzięki niemu mieszkańcy lasu Bosco dowiedzieli się o porwaniu Emilki i przybyli jej na ratunek. Na początku powtarzał tylko ostatnie słowa, które od kogoś usłyszał. Później przerobiony przez Żółwia zaczął mówić normalnym językiem. W ostatnim odcinku dzięki mocy Emilki staje się prawdziwym ptakiem.

## Wersja polska
W Polsce serial zadebiutował w 1992 roku w nadającej bez rządowego zezwolenia warszawskiej stacji Top Canal pod tytułem Przygody Bosco. Następnie emitowany był od 28 grudnia 1998 przez telewizję TVN pod tytułem Bosco w dziecięcym bloku pt. Bajkowe kino.
Dialogi polskie: Dariusz Dunowski

Wystąpili:
- Iwona Rulewicz –
  - Emilka,
  - Mówik
- Mieczysław Gajda – Żabon
- Jacek Bursztynowicz – Żółw
- Rafał Żabiński – Kret
- Andrzej Gawroński – Ender
- Jacek Czyż – Kapturnik
- Wojciech Machnicki – Karzeł
- Wojciech Szymański – Kot
- Brygida Turowska – Damia
- Krzysztof Zakrzewski – Skorpion
- Małgorzata Puzio – królik (odc. 26)

Lektor: Maciej Gudowski

## Spis odcinków
| Nr             | Polski tytuł                                       | Japoński tytuł                                    |
| -------------- | -------------------------------------------------- | ------------------------------------------------- |
|                |                                                    |                                                   |
| Seria pierwsza |                                                    |                                                   |
|                |                                                    |                                                   |
| 01             | Porwanie księżniczki elfów – Bosco wyrusza w drogę | Sarawareta yousei no hime – Bosco gou hasshin!    |
|                |                                                    |                                                   |
| 02             | Nie budź śpiącego olbrzyma                         | Nemureru kyojin wo okosuna!                       |
|                |                                                    |                                                   |
| 03             | Dolina Smoków jest pełna niebezpieczeństw          | Doragon-dani ha kiken ga ippai                    |
|                |                                                    |                                                   |
| 04             | Dalej, smoczku!                                    | Ganbare! Kodomo Doragon                           |
|                |                                                    |                                                   |
| 05             | W poszukiwaniu lśniących grzybów                   | Hikaru kinoko wo te ni irero!                     |
|                |                                                    |                                                   |
| 06             | Wyścig w przeklętej grocie                         | Dai ma kyuu no deddohi-to                         |
|                |                                                    |                                                   |
| 07             | Emilka o włos od zguby                             | Apricot hime kikiippatsu                          |
|                |                                                    |                                                   |
| 08             | Tajemnicze czary Kapturnika                        | Fu-doman no okashi na majikku                     |
|                |                                                    |                                                   |
| 09             | Tajemnice podziemnej oazy                          | Oashisu no bukimi na chikarou                     |
|                |                                                    |                                                   |
| 10             | Po morzach, po falach                              | Bosco gou kaijou hyouryuu                         |
|                |                                                    |                                                   |
| 11             | Bezczelny jednorożec                               | Zuuzuushii Yuniko-n                               |
|                |                                                    |                                                   |
| 12             | Pogoń w śniegu                                     | Kootta mura wo sukue! Setsugen no daitsuiseki     |
|                |                                                    |                                                   |
| 13             | Losy księżniczki elfów                             | Yousei Apricot hime no sadame                     |
|                |                                                    |                                                   |
| 14             | Ucieczka Emilki z zamku jaszczurów                 | Tokage-jiro – Apuri kyuushutsu sakusen            |
|                |                                                    |                                                   |
| 15             | Damia, kolejny wróg                                | Utsushiki wan satsu ha Damia toujiau              |
|                |                                                    |                                                   |
| 16             | Kłopoty w Lesie Zapomnienia                        | Nemuri no mori no daikonsen                       |
|                |                                                    |                                                   |
| 17             | Szpieg na pokładzie                                | Nise mono ha dare da?                             |
|                |                                                    |                                                   |
| 18             | Podwodna bitwa                                     | Kotei no sensui kan dai sensou                    |
|                |                                                    |                                                   |
| 19             | Tajemnica bezwodnego królestwa                     | Nazo no mizu nashi oukoku                         |
|                |                                                    |                                                   |
| 20             | Bitwa o wodę                                       | Mizu mizu daisensou                               |
|                |                                                    |                                                   |
| 21             | Determinacja Emilki                                | Apricot no ketsui                                 |
|                |                                                    |                                                   |
| 22             | Katastrofa Bosco                                   | Koreyuku oukyuu – Bosco gou daiha!                |
|                |                                                    |                                                   |
| 23             | Horror Sztormu                                     | Kuroi suto-mu no kyoufu                           |
|                |                                                    |                                                   |
| 24             | Walka ze strasznym Skorpionem                      | Ummei no nichi akuma suko-pion to no tsuiketsu    |
|                |                                                    |                                                   |
| 25             | Biegiem, Żabon! Zaczyna się zaćmienie!             | Hashire, Furoku – Taiyou no yubiwa no hi wa kita! |
|                |                                                    |                                                   |
| 26             | Czy przemiana Emilka ocali świat?                  | Apuri henshin – Yomigaeru ka inochi no izumi      |
|                |                                                    |                                                   |

## Opis odcinków
Odcinek 1 – Porwanie księżniczki elfów. „Bosco” wyrusza w drogę:
Księżniczka Emilka oraz jej wierny przyjaciel, mechaniczny szpak Mówik, zostają uwięzieni na pokładzie statku „Skorpion I”. Jego dowódca, tajemniczy najemnik Kapturnik wraz ze swymi dwoma pomagierami, Kocurem i Karłem, mają za zadanie wywieść księżniczkę daleko poza jej ojczyznę i dopilnować, by nigdy do niej nie wróciła. Emilka z trudem wymyka się spod ich straży, po czym wysyła Mówika z nagraną przez siebie prośbą o pomoc. W szpaka uderza jednak piorun i ten ląduje nieprzytomny w lesie Bosco. Znajduje go tam Wydra i zabiera do swoich przyjaciół: Żabona i Żółwia. Ten drugi jest wynalazcą, więc udaje mu się naprawić szpaka, po czym wraz z przyjaciółmi odsłuchuje wiadomość. Cała trójka postanawia ocalić księżniczkę. Żółw przerabia swój dom na sterowiec i nazywa go „Bosco”, po czym wyrusza z kompanami w drogę. Udaje im się odnaleźć „Skorpiona I” w chwili, gdy Emilka próbując z niego uciec spada w przepaść. Na szczęście Żabon ratuje ją na lotni, zaś statek Kapturnika rozbija się o skały. Emilka opowiada o sobie nowym przyjaciołom, ci zaś postanawiają zawieść ją do Krainy Fontann.
Odcinek 2 – Nie budź śpiącego olbrzyma:
Emilka ma w nocy koszmary o Kapturniku i Skorpionie. Na rano radośnie wychodzi na pokład „Bosco”, po czym sprzecza się z Żabonem, który upiera się, by nazywać ją „księżniczką” oraz traktować ze specjalnymi względami. Emilce wcale na tym nie zależy – chce być jedynie pełnoprawnym członkiem załogi statku „Bosco”. W pewnym momencie bohaterowie zbliżają się do Gór Śpiącego Olbrzyma, w których panuje burza. Chcą zawrócić, ale wtedy atakuje ich „Skorpion I”. Przyjaciele wybierają więc mniejsze zło i wlatują w sam środek huraganu. Tracą przez to zwrotność i spadają w dół, jednak dzięki hakowi z liną udaje im się zawisnąć nad wąwozem, w którym niestety śpi olbrzym. Jeśli się obudzi załodze grozi śmierć, dlatego przyjaciele naprawiają statek najciszej jak się da. Niestety znajduje ich Kapturnik i zaczyna do nich strzelać. Żółw zauważa, że statek ma za mało mocy, żeby unieść się w górę o własnych siłach. Emilka wpada wówczas na pomysł, by zmusić olbrzyma do kichnięcia za pomocą popiołu z pieca. Siła podmuchu giganta wyrzuci ich w górę, dzięki czemu odlecą. Żabon z narażeniem życia wykonuje plan księżniczki, po czym „Bosco” ucieka, a „Skorpion I” doświadcza gniewu obudzonego olbrzyma. Załoga kieruje się w stronę Doliny Smoków. Przed wylądowaniem w niej Emilka zostaje uznana przez Żabona za członka załogi „Bosco”, co budzi jej radość.
Odcinek 3 – Dolina Smoków jest pełna niebezpieczeństw:
Kocur i Karzeł na polecenie Kapturnika porywają małego smoka licząc na to, iż gniew jego matki obróci się przeciwko załodze „Bosco”. Tymczasem Żabon, Emilka, Żółw i Wydra lądują w Dolinie Smoków, gdzie zostają życzliwie przyjęci i uzupełniają zapasy. Gdy wyruszają w dalszą drogę atakuje ich smoczyca i uszkadza statek. „Bosco” musi ponownie lądować w Dolinie Smoków, nad którą nieco później przelatuje Kapturnik oświadczając, iż to on ma dziecko smoka i jest gotów wymienić je na Emilkę. Księżniczka chce się oddać w ręce swego prześladowcy, ale Żabon i Żółw nie pozwalają jej na to. Emilka ma wyrzuty sumienia i czuje, że to z jej winy Dolina Smoków popadła w kłopoty. Chwilę później zjawia się smoczyca, która niszczy wioskę w poszukiwaniu swego dziecka. Emilka z trudem przekonuje ją, by tego zaprzestała.
Odcinek 4 – Dalej, smoczku!:
Emilka ma ponownie koszmary. Czuje, że musi ocalić małego smoczka. Żółw buduje aerocykl, ale stwierdza, że nim go użyją, należy wykonać na nim serię prób. W nocy księżniczka kradnie nowy wynalazek przyjaciela i udaje się nim na bagna, gdzie wylądował „Skorpion I”. Aerocykl jednak przestaje działać w chwili, gdy księżniczka najbardziej go potrzebuje. Mimo to wdziera się na pokład statku wroga, ale jej obecność zostaje wykryta. Kapturnik zamyka ją w piwnicy razem ze smoczkiem, którego wcale nie zamierza wypuszczać. Na rano załoga „Bosco” odkrywa brak Emilki i rusza jej na pomoc. Księżniczka obdarza smoczka pocałunkiem, dzięki któremu odkrywa on w sobie zdolność do ziania ogniem. Stworek uwalnia siebie i Emilkę, po czym oboje staczają walkę z Kocurem i Karłem, następnie uciekają na latającym plecaku Żółwia, który pomocnicy Kapturnika ukradli w pierwszym odcinku. Plecak jednak nie działa jak należy, na szczęście Emilka spada prosto w ramiona Żabona, zaś smoczątko w objęcia swej matki, która zjawiła się na miejscu walki. Smoczyca ze złości traktuje ogniem „Skorpiona I”, Emilka zaś reaguje oburzeniem na zbyt długo trzymającego ją w ramionach Żabonka (nazywa go „Babiarzem”). „Bosco” opuszcza Dolinę Smoków żegnany przez jej mieszkańców.
Odcinek 5 – W poszukiwaniu lśniących grzybów:
Kapturnik atakuje „Bosco”, który zaczyna się palić. Na statku nie ma dość wody do gaszenia pożaru, a w dodatku skończyło się drewno do palenia w piecu i okręt nie może lecieć szybciej. Żabon i Emilka próbują wyrywać deski z podłogi, by zwiększyć prędkość statku, ale Żółw sprzeciwia się temu uważając, że w ten sposób tylko zniszczą „Bosco”. Kapturnik oświadcza, że przerwie ostrzał, jeśli załoga wyda mu Emilkę. Żabon nie zgadza się na takie warunki i wpada na pewien pomysł. Proponuje, by wypuścić powietrze z balonu, co w połączeniu z dymem palących się części statku wywoła wielką chmurę, która osłoni ich statek przed „Skorpionem I”. Plan Żabona okazuje się być skuteczny i załoga bezpiecznie ląduje na rzece. Mimo uniknięcia śmierci Żółw reaguje oburzeniem na plan „lidera” (jak nazywa Żabona) i kłóci się z nim. Chwilę później zaczyna chorować. Okazuje się, że podczas lądowania wpadł do rzeki opijając się wody z niej. Żabon i Emilka ruszają do lasu znaleźć lekarstwo. Tymczasem na „Skorpionie I” zjawia się nietoperz Posłaniec z wiadomością dla Kapturnika od Skorpiona. Po jej wysłuchaniu Kapturnik posyła Kocura i Karła po wodę. Ci nabierają ją z rzeki, kiedy jednak ich szef ją pije dopada go choroba. Przerażeni pomagierzy ruszają do lasu po lekarstwo, gdzie są świadkami, jak Żabon i Emilka spotkawszy jego mieszkańców dowiedzieli się, że przyczyną choroby Żółwia (a także i Kapturnika) jest zatruta woda w rzece. Jedynym lekarstwem są lśniące grzyby rosnące w podziemiach, do których prowadzi jaskinia owianą złą sławą. Żabon buduje drewniany samochód, na którym wraz z Emilką następnego dnia chce ruszyć po grzyby. Żółw dowiaduje się o tym i w nocy ulepsza pojazd. Żabon i Emilka zostawiają chorego przyjaciela pod opieką Wydry, po czym jadą po grzyby. Nie wiedzą, że w tym samym celu do jaskini udali się Kocur i Karzeł z chorym Kapturnikiem.
Odcinek 6 – Wyścig w przeklętej grocie:
Żabon i Emilka przemierzają dokładnie podziemia jaskini w poszukiwaniu lśniących grzybów. Przypadkiem wpadają na Kapturnika, Kocura i Karła, którzy ich atakują. Parze przyjaciół po wielu perypetiach w końcu udaje się uciec od swych prześladowców, po czym docierają rzeką do miejsca, gdzie rosną lśniące grzyby. W międzyczasie pojazd Kapturnika ma kolizję i cała trójka jego pasażerów ląduje w zatrutej wodzie opijając się jej. Tymczasem Żabon i Emilka dostrzegają ogromną wieżę, z której wypływa czarna ciecz zatruwająca rzekę w lesie. Żabon wspinając się do miejsca, w którym rosną grzyby niechcący uruchamia pewien mechanizm odcinający dopływ cieczy do rzeki, dzięki czemu woda w niej znowu staje się czysta. Przyjaciele zbierają grzyby, ale dostrzegają chorych Kapturnika, Kocura i Karła. Emilka lituje się nad nimi i wbrew woli Żabona leczy całą trójkę grzybami.
Odcinek 7 – Emilka o włos od zguby:
Miłosierdzie Emilki nie zostaje docenione przez jej wrogów, którzy ledwo odzyskują zdrowie natychmiast ją porywają. Żabon próbuje bronić księżniczki, ale ląduje w rzece i odpływa z jej nurtem do miejsca, w którym znajduje się „Bosco”. Wydra wyławia go z wody, po czym zabiera do nieprzytomnego Żółwia. Przyjaciele razem leczą go grzybami, następnie Żabon wraca do jaskini, by odnaleźć Emilkę. Wydra wraz z wyleczonym już Żółwiem rusza za nim. Cała trójka wlatuje w sam środek groty, gdzie po długich poszukiwaniach znajdują Emilkę, która wyrwała się swoim porywaczom, ale wciąż jest przez nich ścigana. Żabon lecąc na linie niczym Tarzan ratuje Emikę, po czym ucieka z nią „Bosco”. Kapturnik ponownie ponosi klęskę. Żabon i Żółw godzą się.
Odcinek 8 – Tajemnicze czary Kapturnika:
„Skorpion I” dociera na pustynie, gdzie ponownie spotyka Posłańca. Ten sugeruje Kapturnikowi genialny plan pochwycenia załogi „Bosco”. Kapturnik wraz z Kocurem i Karłem za pomocą specjalnego mechanizmu odcinają dopływ wody do miejscowej Oazy oraz miasta, które się w niej znajduje, po czym podając się za proroka kapitan „Skorpiona I” zjawia się tam oświadczając, że pomoże mieszkańcom odzyskać wodę, jeśli ci uwiężą załogę „Bosco”, których przedstawia jako demony. Gdy statek ląduje w Oazie Żółw, Żabon i Emilka zostają aresztowani. Jedynie Wydra unika tego losu chowając się w piwnicy. Wieczorem przebrany za arabską kobietę wymyka się ze statku i próbuje znaleźć swoich przyjaciół. Natyka się na wielki wór z wodą, który Kapturnik zamierza użyć do stosowania swoich czarów. Bohater zostaje jednak wykryty przez Kocura i Karła, ale udaje mu się uciec. Kapturnik dowiedziawszy się, że jeden z przyjaciół Emilki jest na wolności nakazuje go schwytać.
Odcinek 9 – Tajemnica podziemnej oazy:
Wydra wdziera się do pałacu Leona, przywódcy oazy, żeby uwolnić przyjaciół. Nie udaje mu się to i sam zostaje uwięziony. W międzyczasie Żółw i Żabon sprzeczają się ze sobą na temat, co dalej robić. Kiedy Wydra dołącza do nich cała załoga „Bosco” razem ustala plan działania. Słysząc bulgoczącą za ścianą ich celi wodę postanawiają zalać nią pomieszczenie, w którym się znajdują, po czym na wodzie unieść się w górę i rozbić sufit. By to zrealizować potrzebne są narzędzie, jednak problem ten szybko zostaje rozwiązany, gdyż Wydra ma je ukryte pod swoim ubraniem. Tymczasem Kapturnik, chcąc przejąć władzę w Oazie, próbuje kontynuować swe sztuczki, lecz zostaje zdemaskowany jako oszust. W tej samej chwili przyjaciele z „Bosco” realizują swój plan i wypływają z celi na wodzie, której dopływ do Oazy zamknął Kapturnik. Załoga „Skorpiona I” ratuje się ucieczką. Leon z wdzięczności za odzyskanie wody wręcza Emilce skrzynkę z mapą, która wskazuje drogę do Krainy Fontann.
Odcinek 10 – Po morzach, po falach:
„Bosco” leci nad wielkim morzem, gdzie zostaje zaatakowany przez Kapturnika serią bomb. Wskutek sprytu Żabona oraz braku inteligencji u Kocura „Skorpion I” pada ofiarą własnych pocisków i pozostaje w tyle. Jednak „Bosco” również nie wychodzi z tej walki bez szwanku, więc przyjaciele zatrzymują się, by naprawić straty. Między Emilką i Żabonem zaczyna rodzić się uczucie w chwili, gdy Żabon komplementuje urodę księżniczki, a potem ratuje ją, gdy ta szyjąc balon wpada do wody (otrzymuje za oba te czyny buziaka). Chwilę później Żółw łowi niechcący na wędkę orkę, która zaczyna ciągnąć „Bosco” przed siebie. Żółw próbuje wyrwać wędkę, którą wcześniej nierozważnie wbił w ster, aby w ten sposób ocalić statek, co okazuje się być niemożliwe. Dopiero Żabon z narażeniem życia odcina żyłkę uwalniając „Bosco” od orki. Emilka po raz pierwszy wówczas zaczyna okazywać Żabonowi poważniejsze zainteresowanie. Drużyna zaczyna zbliżać się do tajemniczej wyspy strzeżonej przez silne prądy morskie i wiatr. Podczas lądowania na niej dochodzi do kolizji, po której Emilka traci przytomność. Przyjaciele szukają dla niej lekarstwa, którym by mogli ją ocucić. Wówczas to zjawia się tajemniczy jednorożec ze skrzydłami, który zabiera księżniczkę w głąb wyspy do swego pałacu. Okazuje się, że jest on na usługach nietoperza Posłańca, który wmówił mu, iż Emilka jest demonem i w zamian za jej pochwycenie jednorożec będzie mógł opuścić tę wyspę razem z „wujkiem” Kapturnikiem. Samego Kapturnika Posłaniec sprowadza na wyspę.
Odcinek 11 – Bezczelny jednorożec:
Emilka budzi się w grocie i dostrzega jednorożca oraz Kapturnika. Przerażona zaczyna przed nimi uciekać na szczyt starej wieży. Kocur i Karzeł bezskutecznie próbują ją zatrzymać.  Żabon dostrzega księżniczkę na szczycie wieży. Wspina się na nią i ratuje Emilkę w ostatniej chwili przed Kapturnikiem. Jednakże zrywa się wiatr, który sprawia, że oboje lądują w morzu. Tymczasem Żółw i Wydra robią eksperyment z balonikiem, by sprawdzić, czy zdołają opuścić wyspę z pomocą prądów wietrznych. Gdy eksperyment przynosi negatywne wyniki obaj dostrzegają rozbitego „Skorpiona I”. Postanawiają wykorzystać go jako przeciwwagę dla swego statku, który zamierzają wciągnąć na górę. Gdy Kapturnik dostrzega „Bosco” wpada na ten sam pomysł. Zmusza do jego realizacji jednorożca, gdy ten jednak utyka nogą w skalę, wściekły porzuca go na pastwę losu. Na szczęście magicznemu stworzeniu ofiarowują pomoc Żabon i Emilka – oboje opatrują mu nogę chustką Żabona. Jednorożec wyjawia im, dlaczego pomagał Kapturnikowi. Mówi, że dawno temu rodzice porzucili go na tej wyspie, na której on teraz siedzi w samotności. Kiedy więc wrogowie Emilki zaproponowali mu, że zabiorą go stąd, jeśli pomoże im schwytać księżniczkę (którą przedstawili jako groźnego demona), od razu się zgodził. Teraz jednak zaczyna pomagać załodze „Bosco”. Kapturnik oraz Żabon jednocześnie próbują wciągnąć na najwyższą skałę swoje statki, a potem stamtąd unieść się w powietrze. „Bosco” utyka między skałami, ale jednorożec pomaga mu się wyswobodzić. Sam jednak wskutek tej pomocy zaczyna spadać w przepaść, lecz dzięki słowom otuchy Emilki zaczyna machać skrzydłami i lecieć. Żabon widząc sprzyjające dla ich statku wiatry odcina linę łączącą ich ze „Skorpionem I”, po czym cała drużyna odlatuje z wyspy. Chwilę później zjawia się stado latających jednorożców po najmłodszego z nich. Drużyna „Bosco” rozumie już, czemu mały jednorożec został przez rodziców porzucony na wyspie – miał własnymi siłami ją opuścić i w ten sposób stać się dorosły oraz niezależny. Mały jednorożec żegna się z nowymi przyjaciółmi, po czym wraca do rodziny. Wówczas dopiero Żabon dostrzega, że zapomniał poprosić stworzenie o zwrot chusty, na szczęście Emilka wręcza mu swoją własną.
Odcinek 12 – Pogoń w śniegu:
Kapturnik za pomocą specjalnej maszyny zamraża górski wiatrak, dzięki któremu miejscowa wioska zachowywała letni klimat. Wskutek tego ciepłe wiatry przestają przychodzić i nadchodzi zima. Załoga „Bosco” zatrzymuje się w wiosce na postój i ku swemu przerażeniu dowiaduje się, iż Emilka nie może zbyt długo przebywać w zimnie, gdyż jako elf wodny nie jest w stanie wytrzymać takiej temperatury i może zamarznąć. Żabon chce jak najszybciej zabrać stąd księżniczkę, ale ta dowiadując się o tym, iż zimę spowodowała awaria wiatraka znajdującego się w górach, wymusza na przyjaciołach, by ocalili wioskę. Żabon, Żółw i Wydra ruszają więc w góry zostawiając Emilkę na miejscu. Wówczas to Kapturnik spycha na dom, w którym księżniczka się zatrzymała, wielką kulę śniegu, przez co wszelkie ciepło w pomieszczeniu zanika. Emilka zostaje uwięziona razem z małą, króliczą dziewczynką. Mieszkańcy wioski próbują ich uwolnić, jednak Kapturnik zmusza ich do zaprzestania tego grożąc, że inaczej skrzywdzi uwięzioną wraz z Emilką małą króliczkę. Tymczasem załodze „Bosco” za pomocą ogromnego lustra udaje się stopniowo odmrozić wiatrak, ale przerywa im Mówik opowiadając, co się stało. Drużyna orientując się wreszcie, że zima jest dziełem Kapturnika, który zamierza korzystając z ich nieobecności porwać Emilkę, zostawiają lustro do odmrożenia wiatraka na miejscu, sami zaś ruszają księżniczce na pomoc. Lód powoli się roztapia, a tymczasem załoga „Bosco” walczy ze „Skorpionem I” mocno go uszkadzając. Kocur i Karzeł naprawiają pojazd za pomocą śniegu, którym łączą ze sobą rozpadające się części. Wskutek mrozu Emilka zamarza zamieniając się w lodowy posąg. Triumfujący Kapturnik porywa ją ze sobą na „Skorpiona I”, jednak nie odlatuje daleko, gdyż wiatrak odmraża się już całkowicie i zaczyna ponownie przynosić do wioski ciepłe powietrze, które pokonuje zimę. Roztapia ono również śnieg, którego Kocur i Karzeł użyli do scalenie swego statku, przez co „Skorpion I” rozlatuje się na kawałki, a Emilka odmarza i spada prosto w objęcia Żabona.
Odcinek 13 – Losy księżniczki elfów:
Kapturnik przybywa do Krainy Fontann i błaga Skorpiona, aby raczył udzielić mu nowego statku. Jego mistrz niechętnie wyraża na to zgodę i ofiarowuje mu nowy okręt o nazwie „Skorpion II”. Statek ten jest o wiele bardziej nowoczesny i lepiej uzbrojony niż poprzedni. Kapturnik rusza w pościg za Emilką. Tymczasem załoga „Bosco” zostaje zaatakowana przez tajemniczy pojazd. Broniąc się przed nim rozbijają się w górach, podobnie jak ich prześladowca, którym okazuje się być wierny sługa Emilki, krasnolud Ender, pełniący w Krainie Fontann zaszczytną funkcję prezesa rady ministrów. Ender oznajmia Emilce, że przybył jej pomóc w dotarciu do celu. Krasnolud z miejsca nie podoba się załodze „Bosco”, gdyż jest nadęty, wywyższa się i pomiata drużyną. Emilka reaguje oburzeniem na jego zachowanie, ale Ender w prywatnej rozmowie z nią przypomina księżniczce o przeznaczeniu, które musi ona wypełnić. Okazuje się, że Emilka, by ostatecznie pokonać zło, musi nie tylko zasiąść na tronie swej matki, ale również dokonać metamorfozy w ogromnego motyla chroniącego swą mocą świat przed wszelkim złem. Wszystko to musi się odbyć przed najbliższym zaćmieniem słońca, do którego zostało już niewiele czasu. Emilka wie, iż to oznacza także, że już nigdy nie będzie mogła spędzać czas z załogą „Bosco”, a zwłaszcza z Żabonem, którego zdążyła pokochać. Załamana przez cały wieczór nie odzywa się do nikogo. Żabon próbuje z nią porozmawiać. Emilka prosi go, by nie lecieli do Krainy Fontann, ale nie chce powiedzieć, dlaczego. Żabon bezskutecznie próbuje wydobyć z niej prawdę, po czym nazywa Emilkę „kapryśną”. Zrozpaczona księżniczka czując, iż nie może powiedzieć ukochanemu prawdy, która rozdarłaby mu serce, ucieka w nocy od towarzyszy zostawiając im jedynie list pożegnalny. Na rano załoga „Bosco” rusza jej śladem, ale atakuje ich „Skorpion II”. Dzięki podstępowi Żabona przyjaciołom udaje się uciec, ale gubią list od Emilki, który znajduje Kapturnik. Orientując się z niego, że księżniczka nie jest już pod opieką Żabona i jego drużyny wpada na perfidny plan. Postanawia skorzystać z pomocy mieszkających w pobliżu złych jaszczurów, których Gubernator jest jego kompanem. Tymczasem Ender wyjawia załodze „Bosco” prawdę o przeznaczeniu Emilki. Żabon rozumie już, czemu księżniczka nie chciała wracać do domu. Zrozpaczony ucieka na bocianie gniazdo i płacze orientując się, że jeśli chce pokonać zło zagrażające światu, musi stracić ukochaną. Nie potrafi się z tym pogodzić. Jednocześnie Emilka wędruje przez pustynię. Wydaje się jej, że słyszy rozpaczliwy krzyk Żabona nawołującego ją. Ignoruje to jednak i idzie dalej, ale prażące słońce odbiera jej siły. Chwilę później zostaje zaatakowana przez złe jaszczury, które porywają ją do swego zamku. Załoga „Bosco” odnajduje jednak trop Emilki i postanawia ruszyć jej na ratunek.
Odcinek 14 – Ucieczka Emilki z zamku jaszczurów:
Emilka budzi się w celi, w której odwiedzają ją Kapturnik oraz władca jaszczurów, Gubernator. Ten drugi bardzo chętnie by pożarł księżniczkę, ale dowódca „Skorpiona II” nie pozwala na to i proponuje, że w zamian za Emilkę zaoferuje mu na pożarcie jego ulubione danie – żabę. Tymczasem załoga „Bosco” próbuje dostać się do zamku jaszczurów. Żabon rusza sam, by uwolnić Emilkę. Wydra i Żółw pomagają mu wystrzeliwując w niebo fajerwerki, czym odwracają uwagę strażników. Ich przyjacielowi udaje mu się dostać do lochów i odnaleźć ukochaną, ta jednak nie chce z nim uciekać. Pyta się, czy zna on przeznaczenie, które musi ona wypełnić. Żabon wyjawia, że tak, ale mimo to radzi Emilce uciec z nim i wyruszyć do Krainy Fontann bez względu na wszystko. Księżniczka oburzona zarzuca Żabonowi, że jej los nic go nie obchodzi. Żabon protestuje, ale zajęty kłótnią z Emilką traci czujność i zostaje pochwycony przez Kapturnika, który oświadcza mu, że stanie się kolacją dla Gubernatora. Emilka płacząc błaga swego wroga o litość dla ukochanego, ale nie otrzymuje jej. Jednocześnie Żółw, Wydra oraz Ender czując, że Żabonowi coś się stało postanawiają działać. W tej samej chwili odbywa się uczta, na której Żabon ma być pożarty przez Gubernatora. Emilka płacząc przeprasza ukochanego za wpakowanie go w tarapaty. Żabon zaś odpowiada jej, że rozumie już, czemu nie chciała wracać do Krainy Fontann. Oznajmia też, że gdyby byli oboje wolni, to nie zmusiłby jej do tego. Gubernator przerywa rozmowę chcąc pożreć Żabona, ale w ostatniej chwili z pomocą przybywają Żółw i Ender ostrzeliwując salę kamiennymi dyskami i uwalniając przyjaciół, po czym cała czwórka ucieka na „Bosco”, gdzie czeka na nich Wydra. Kapturnik próbuje ich ścigać, ale niechcący trafia pod ostrzał Gubernatora, który próbował zestrzelić swoją „kolację”. „Bosco” udaje się uciec. W poufnej rozmowie Żabon i Emilka wyznają sobie ostatecznie miłość. Prócz tego Emilka oświadcza, że jest gotowa lecieć do Krainy Fontann bez względu na to, co się stanie, po czym przytula się do Żabona i oznajmia mu, że nawet jeśli się przemieni w motyla, to wciąż pozostanie tą samą Emilką, którą on kocha i nigdy go nie zapomni. Proponuje również, by ostatnie dni, które im zostały, spędzili we dwoje najlepiej jak się da. Żabon wyraża na to zgodę.
Odcinek 15 – Damia, kolejny wróg:
Skorpion czując, że Kapturnik nie pochwyci Emilki, wysyła w celu jej pojmania okrutną przywódczynię swoich najemników, Damię. Ta zabiera się do pracy z zapałem. Udaje się na pokład „Skorpiona II” i przejmuje nad nim władzę, ku oburzeniu Kapturnika oraz radości Kocura i Karła, którzy z miejsca zaczynają się jej podlizywać. Damia ze swoimi nowymi sługami podpala miejscowy las licząc na to, że Emilka nie odejdzie bez udzielenia jego mieszkańcom pomocy. Tymczasem załoga „Bosco” napełnia beczki wodą z jeziora, by mieć co pić podczas drogi. Emilka i Żabon chcą udać się na piknik, ale Ender nie pozwala im na to. Kiedy jednak las zaczyna się palić, księżniczka mimo zakazów swego prezesa rady ministrów wraz z załogą „Bosco” używa napełnionych wcześniej beczek do ugaszenia pożaru, po czym zatrzymuje się, by ponownie uzupełnić zapasy wody pitnej. Gdy przyjaciele to robią zjawia się niedołężna staruszka, która straciła dom podczas pożaru i prosi ich o pomoc. Emilka pozwala jej odpocząć w swoim pokoju. Ender jest oburzony lekkomyślnym jego zdaniem zachowaniem swojej księżniczki, więc korzystając z okazji uprowadza ją i ucieka na statku „Bosco” bez Żabona, Żółwia i Wydry. Oburzona jego zachowaniem Emilka chce wyskoczyć ze statku, ale nie udaje się jej to. Chwilę później obecna na pokładzie niedołężna staruszka usypia Endera, po czym zrzuca z siebie przebranie i ujawnia się Emilce jako Damia, wódz armii Skorpiona.
Odcinek 16 – Kłopoty w Lesie Zapomnienia:
Damia leci „Bosco” z uwięzionymi na jego pokładzie Emilką i Enderem. Kieruje się w stronę Lasu Zapomnienia, gdzie zamierza zamienić swoich więźniów w kamienne posągi. Tymczasem Żabon z Żółwiem i Wydrą próbują dogonić „Bosco” na piechotę, ale nie udaje się im to. Dostrzegają Kapturnika naprawiającego uszkodzony w poprzednim odcinku „Skorpiona II”. Oferują mu swą pomoc w zamian za to, że Kapturnik pomoże im dogonić ich porwany statek. Wróg zgadza się na to, ale kiedy jego okręt jest naprawiony, załoga „Bosco” zostaje zdradziecko związana i uwięziona. W międzyczasie Emilka z Enderem uwalniają się z więzów i uciekają Damii, która wzywa na pomoc swoich żołnierzy stacjonujących niedaleko. Sama leci dalej, ale zostaje zaatakowana przez Kapturnika, który nie zdaje sobie sprawy z jej obecności na „Bosco”. Wściekła Damia odpowiada mu ogniem i zmusza go lądowania, po czym ujawnia się jako zdobywczyni statku księżniczki Emilki. Emilka z Enderem zostają pochwyceni przez żołnierzy Damii, która zabiera ich na polanę pełną kamiennych posągów – to zaklęci mieszkańcy Lasu Zapomnienia. Damia tworzy magiczny eliksir, który nalewa do wielkiej kadzi, następnie po kolei wrzuca do niej Endera i Emilkę. Stają się oni posągami. Ten sam los ma podzielić załoga „Bosco”, jednak Żółw za pomocą podstępu ratuje przyjaciół i porywa zamienioną w kamień Emilkę. Żabon i Wydra skutecznie pokonują żołnierzy Damii wrzucając ich do kadzi z eliksirem. Wściekła Damia szybko ich odczarowuje za pomocą antidotum, jednak Żabon kradnie go jej, po czym ucieka na „Bosco” z resztą przyjaciół. Odlatując przyjaciele oblewają antidotum mieszkańców Lasu Zapomnienia, który za swoje nieszczęścia spuszczają manto Kapturnikowi, Kocurowi i Karłowi – Damii z trudem udaje się tego uniknąć. Zapowiada zemstę załodze „Bosco” oraz jej liderowi (Żabonowi). Tymczasem Żabon odczarowuje za pomocą antidotum Emilkę, jednak wstrzymuje się z odmianą Endera na krótki czas, w którym cała załoga udaje się na piknik.
Odcinek 17 – Szpieg na pokładzie:
„Bosco” odbywa postój na brzegu rzeki. Ender wyraża swoje ubolewanie z powodu każdego dnia zwłoki, jednak Emilka ignoruje go. Damia obserwuje księżniczkę i jej przyjaciół z pobliskiego wzgórza i przygotowuje nowy plan działania. Kapturnik na jej polecenie atakuje „Bosco”, który jego załoga za pomocą lin przeciąga w głąb lasu i chroni między drzewami. Wskutek tego Kapturnik nie tylko nie niszczy „Bosco”, ale sam uszkadza swój statek i musi awaryjnie lądować. Księżniczka Emilka wraz z przyjaciółmi postanawia skorzystać z tej okazji i lecieć dalej. Ender zarządza, że „Bosco” ma lecieć na północ. Żabon oponuje przeciw jego decyzji pamiętając, że Kraina Fontann znajduje się na zachodzie. Jednakże Ender udowadnia, że wskazany przez niego kierunek lotu jest słuszny, a skoro Żabon przeciwko niemu oponuje, to oznacza, iż musi być szpiegiem udającym jedynie lidera załogi „Bosco”. Żabon broni się przeciw temu oskarżeniu, ale nic to nie daje, gdyż Żółw i Wydra wiążą go, kneblują i wrzucają do piwnicy. Chwilę później „Bosco” kontynuując swój lot wlatuje we mgłę, po czym utyka w ogromnej pajęczynie, na której siedzi wielki, mechaniczny pająk. Wówczas okazuje się, że to nie Żabon jest zdrajcą, ale Ender, w którego to postać wcieliła się Damia. Wiedząc, iż lider „Bosco” nie da się nabrać na jej sztuczki ze zmianą kierunku lotu skutecznie wyeliminowała go z gry, by teraz na oczach przerażonych Żółwia i Wydry zdjąć z siebie przebranie i porwać Emilkę, z którą ukrywa się na pokładzie mechanicznego pająka. Żółw i Wydra uwalniają Żabona, ten zaś rusza w pościg za Damią. „Bosco” z trudem udaje się wyrwać z ogromnej pajęczyny, ale musi awaryjnie lądować. W tym samym czasie Kapturnik atakuje Damię chcąc odbić Emilkę i samemu ją zawieść swemu mistrzowi, jednak mechaniczny pająk z łatwością daje sobie radę ze „Skorpionem II”. Żabon bezskutecznie próbuje dostać się do środka maszyny, w której uwięziona jest Emilka, jednak pojazd zanurza się wodzie jeziora i Żabon na oczach ukochanej powoli traci powietrze w płucach i nieprzytomny wypływa na powierzchnię. Damia triumfuje myśląc, że Żabon nie żyje. Żółw i Wydra próbują naprawić „Bosco” oraz wysyłają Mówika na poszukiwanie swego lidera, jednak mechaniczny szpak wraca z niczym.
Odcinek 18 – Podwodna bitwa:
Damia oświadcza Posłańcowi, że pochwyciła Emilkę i każe mu przesłać transporter opancerzony, by eskortować ją przed oblicze Skorpiona. Księżniczce jednak udaje się rozwiązać i próbuje uciec z mechanicznego pająka. Tymczasem Kapturnik razem z Kocurem i Karłem buduje mechaniczną rybę, by na jej pokładzie odbić Emilkę. W tym samym celu Żółw oraz Wydra budują podwodną kapsułę. Obie drużyny nie orientują się jednak w tym, że Żabon wcale nie utonął, lecz żyje i kradnąc części Kapturnikowi buduje mały podwodny rower, na którym chce ocalić ukochaną. W międzyczasie Ender pobity i porzucony na pastę losu przez Damię w poprzednim odcinku, teraz chce wrócić do swoich kompanów. Spotyka poturbowanego Mówika, który próbował bezskutecznie powstrzymać Posłańca przed sprowadzeniem transportera. Załoga Kapturnika oraz Żółw i Wydra na swoich pojazdach wpływają do jeziora, by uwolnić Emilkę. Sama księżniczka z trudem pokonuje Damię oraz wystrzeliwuje się z pająka w dużej bańce z odrobiną tlenu. Nie udaje się jej jednak wypłynąć na powierzchnię, gdyż Damia próbuje ją pochwycić. To samo czynią jednocześnie Kapturnik z Kocurem i Karłem oraz Żółw i Wydra. Podczas szarpaniny trzy wrogie sobie drużyny niechcący rozbijają bańkę i Emilka zaczyna tonąć. W ostatniej chwili zjawia się Żabon, który ratuje ukochaną, po czym oddaje ją pod opiekę przyjaciół, sam zaś staje do walki z Damią oraz Kapturnikiem. Za pomocą podstępu sprawia, że mechaniczny pająk i mechaniczna ryba w pościgu za nim zderzają się ze sobą i eksplodują. Widząc to Posłaniec rozumie, że akcja się nie powiodła i zawraca transporter. Żółw z Wydrą i Emilką wypływają na powierzchnię jeziora, a po chwili dołącza do nich Żabon, a także Ender i Mówik. Drużyna „Bosco” znów jest w komplecie.
Odcinek 19 – Tajemnica bezwodnego królestwa:
Z powodu braku wody „Skorpion II” musi udać się na jej poszukiwania. Damia, mimo zdrady Kapturnika w poprzednim, odcinku oferuje mu swą pomoc i sugeruje, by udać się do królestwa Niemen, rządzonego przez młodego króla Yuntera, z którym zdążyła już zawrzeć znajomość. Ponieważ brak wody dokucza również załodze „Bosco”, ona również udaje się po pomoc do tego samego państwa. Jednakże nie wiedząc, czy jest im ono przychylne, Żabon i Żółw wybierają się na zwiady. W mieście są świadkami walki jego mieszkańców z żołnierzami króla. Okazuje się bowiem, że Yunter zabronił swoim poddanym pić wodę. Strażnicy rozpędzają buntowników, a część z nich aresztują. Wśród więźniów jest młody Toya, którego młodsza siostrzyczka Maya oferuje pomoc Żabonowi i Żółwiowi. Przyjaciele z wdzięczności postanawiają uwolnić jej brata z lochu. Wdzierają się do zamku, gdzie są świadkami, jak Damia uwodzi Yuntera oraz jak Kapturnik z pomocą Kocura i Karła szykuje w podziemiach jakąś dziwną aparaturę. Obecność obu przyjaciół zostaje jednak wykryta i podnosi się alarm. Żabon jednak podstępem powoduje jeszcze większe zamieszanie, wskutek czego nie tylko uwalnia wszystkich więźniów, ale i napuszcza strażników na Kapturnika, Kocura i Karła. Żabon z Żółwiem oraz uwolnionymi mieszkańcami miasta ucieka z zamku przez sypialnię króla, który mimo hałasu śpi jak zabity. Żabon dostrzega niezwykłe podobieństwo pomiędzy Yunterem a Toyą i wpada na pewien pomysł. Za jego radą Toya przebiera się w szaty króla i kładzie do jego łóżka, podczas gdy Yunter przebrany w szaty swego sobowtóra zostaje wyniesiony przez Żabona, który wraz z Żółwiem i resztą więźniów ucieka przez okno królewskiej sypialni do rzeki. Na jej brzegu spotykają Emilkę i Wydrę, którzy wbrew woli Endera przybyli im na pomoc. Żabon z przyjaciółmi odnosi Yuntera do domu Mayi, której wyjaśnia cały swój plan. Maya boi się o brata, ale ma nadzieję, iż plan lidera załogi „Bosco” się powiedzie.
Odcinek 20 – Bitwa o wodę:
Damia nie orientuje się w podstępie Żabona i bierze Toyę za króla Yuntera. Za pomocą zbudowanej przez Kapturnika aparatury tworzy pewną niezwykłą wodę zwaną Anielską Rosą. Woda ta nie tylko gasi pragnienie, ale też osłabia wolę własną pijącego i zmusza go do posłuszeństwa wobec tego, kto mu ją podał. Toya jako król uniemożliwia chłostę jednego z mieszkańców miasta, który się ośmielił pić wodę oraz ułaskawia wszystkich więźniów. Damia, która dotąd poiła skutecznie Yuntera Anielską Rosą nie orientuje się w oszustwie Żabona i myśli, że zachowanie młodego króla powodowane jest jedynie tym, iż od rana jeszcze nie pił tego napoju, dlatego szybko mu go podaje, jednak Toya udaje tylko, że pije, po czym kontynuuje mistyfikację. W międzyczasie Yunter budzi się w domu Mayi, która wraz z załogą „Bosco” ofiarowuje mu wodę oraz wyjawia działalność Damii. Yunter rozumie, jakim był tyranem i postanawia to zmienić. W ubogim przebraniu wdziera się do zamku, ale zostaje aresztowany wraz z Emilką, która bezskutecznie próbuje go zatrzymać. Oboje jednak uwalnia Toya, który ponownie zamienia się strojami z Yunterem. Młody król już we własnej postaci pędzi na plac, gdzie Damia z Kapturnikiem chce rozdawać mieszkańcom Anielską Rosę, po czym niszczy całą maszynę do jej produkcji. Wściekła Damia obraca gniew poddanych przeciwko ich królowi, jednak wówczas interweniuje załoga „Bosco”. Kapturnik zaczyna ich ścigać „Skorpionem II”, ale za sprawą podstępu Żabona wpada prosto na tamę, która blokowała miastu dostęp do wody. Woda wraca do królestwa Yuntera, który rozdaje ją swym poddanym. Damia ratuje się ucieczką, a Yunter zaprzyjaźnia się z Toyą i Mayą oraz obiecuje być sprawiedliwym władcą. Załoga „Bosco” uzupełnia zapasy wody i pożywienia, po czym rusza w dalszą drogę.
Odcinek 21 – Determinacja Emilki:
Załoga „Bosco” powoli zbliża się do Krainy Fontann. Powoduje to smutek u Emilki, która wie, że wraz z powrotem do ojczyzny wypełni się jej przeznaczenie, a ona sama zostanie na zawsze rozdzielona z ukochanym. Żabon nie wie, jak ją pocieszyć. W międzyczasie następuje atak „Skorpiona II”, zostaje on jednak przerwany przez tajemniczą czarną chmurę, która poważnie uszkadza statek Kapturnika. „Bosco” leci przed siebie i ląduje w rodzinnej wiosce Endera. Zastają ją ogołoconą i wyniszczoną. Przyczyną tego jest ta sama tajemnicza czarna chmura, która niechcący ocaliła „Bosco” – mieszkańcy wioski nazywają ją „Sztormem”. W wiosce zostało już niewielu ludzi, wszystkich pozostałych porwał Sztorm. Ender postanawia zostać ze swymi rodakami i walczyć do końca w obronie rodzinnej wioski. Mimo protestów Emilki załoga „Bosco” odlatuje bez niego. Ender i pozostali mieszkańcy wioski zostają pochłonięci przez Sztorm, który atakuje też księżniczkę i jej przyjaciół, jednak udaje im się z uciec. Emilka przysięga, że ocali swoją ojczyznę przed Skorpionem. Żabon, Żółw i Wydra obiecują jej w tym pomóc.
Odcinek 22 – Katastrofa „Bosco”:
Żabon i Żółw kłócą się na temat dalszego postępowania. Godzi ich Emilka, która proponuje, by wyruszyć na zwiady do stolicy Krainy Fontann i dowiedzieć się, jaka panuje w niej sytuacja. Żabon zgadza się z nią i oboje lecą tam na lotniach. Przed odlotem Żółw daje im racę, którą mają wystrzelić, jeśli znajdą się w niebezpieczeństwie. Żółw z Wydrą wysyłają Speaka z wiadomością do mieszkańców lasu Bosco prosząc, by ci przybyli im z pomocą i pomogli w walce ze Skorpionem. Żabon z Emilką podstępem wdzierają się do stolicy, gdzie widzą, że Damia wszędzie ustawiła żołnierzy i dostanie się do miasta drogą powietrzną jest niemożliwe. Spotykają też chłopca, który rozpoznaje w Emilce księżniczkę. Niestety cała trójka zostaje zaatakowana przez żołnierzy Damii, którzy podnoszą alarm. Żabon i Emilka dzielnie walczą ramię w ramię z przeciwnikami, ale jest ich zbyt wielu. Zjawia się Damia, który z radością chce poprowadzić Emilkę przed oblicze Skorpiona. Żabon widząc, że sytuacja jest beznadziejna wystrzeliwuje racę. Żółw z Wydrą ruszają im na pomoc. Racę niestety dostrzega również Kapturnik, który czując, że coś się święci, również leci w kierunku miasta. Przybywa tam pierwszy i widząc Emilkę nakazuje Kocurowi i Karłowi zaatakować Damię oraz pochwycić księżniczkę. Nie udaje im się to, a pojazd Kapturnika rozbija się. Kiedy sytuacja wydaje się być beznadziejna dla Żabona, Emilki i małego chłopca zjawia się „Bosco”. Księżniczka ze swoim ukochanym wskakują na jego pokład, ich towarzyszowi zaś udaje się zniknąć między ulicami miasta. Niestety Damia nakazuje strzelać swoim żołnierzom do „Bosco”, któremu zostaje uszkodzony ster. Emilka w desperacji wciska turbo dopalacz, dzięki któremu udaje im się uciec. Niestety z powodu awarii steru nie mogą się zatrzymać ani skręcić i „Bosco” rozbija się o górę, co jeszcze mocniej go uszkadza. Załoga z trudem wychodzi z tego cało.
Odcinek 23 – Horror Sztormu:
Załoga „Bosco” jest nieprzytomna po kolizji z górą. Emilka ma sen o swojej matce oraz o stopniowym niszczeniu się Krainy Fontann. Przerażona budzi się, po czym cuci przyjaciół i razem z nimi próbuje dokonać naprawy statku. Jednocześnie załoga wypatruje odsieczy, którą miał sprowadzić Speak. Mechanicznego szpaka atakuje jednak Sztorm i poturbowany kompan Emilki ląduje awaryjnie na ziemi. Wówczas znajdują go mieszkańcy Lasu Bosco oraz kilka innych postaci znanych z poprzednich odcinków (w tym smoczyca i jej synek). Wszyscy oni przybyli tutaj, gdyż w ich krajach jeziora oraz rzeki wyschły. Speak mówi im o tym, co się stało i mobilizuje ich działania. W międzyczasie na oczach Emilki Sztorm dokonuje spustoszenia w kolejnej wiosce. Księżniczka chce ją ratować, choć nie ma pojęcia, jak to zrobić, jednak Żabon nie dopuszcza do tego. Tymczasem za atak na Damię Kapturnik z Kocurem i Karłem zostają zesłani do kopalni, gdzie pracują też inni więźniowie – są nimi mieszkańcy Krainy Fontann uwięzieni tu przez tajemniczy Sztorm, którym okazuje się być potomstwo Skorpiona. Damia zdaje swojemu mistrzowi raport ze swoich dotychczasowych poczynań, ten zaś zabrania jej dalej ingerować w sprawę Emilki. Przez Posłańca daje Kapturnikowi jeszcze jedną szansę i uwalnia go z kopalni. Kapturnik na „Skorpionie II” leci w kierunku gór, w których zatrzymał się „Bosco”. Przyjaciele atakują go, jednak Kapturnik pokazuje im białą flagę i kłamie twierdząc, że chce im pomóc. Żabon nie dowierza swemu wrogowi i przepędza go, jednak Emilka daje się oszukać i wymyka się do Kapturnika, który wówczas ujawnia swe prawdziwe oblicze i porywa ją. Świadkiem tego jest Żabon, któremu w ostatniej chwili udaje się wskoczyć na „Skorpiona II” bez wiedzy jego właściciela.
Odcinek 24 – Walka ze strasznym Skorpionem:
Triumfujący Kapturnik zabiera Emilkę do Krainy Fontann licząc na nagrodę. Przed pałacem jednak księżniczkę odbiera Damia, która przyprowadza ją przed oblicze samego Skorpiona, po czym zostawia ich samych. Skorpion w rozmowie z Emilką wyjawia jej, że wraz ze swym potomstwem pożera całe planety, a następnie ujawnia swe prawdziwe oblicze – w rzeczywistości nie jest człowiekiem, ale monstrualnym skorpionem. W ostatniej chwili zjawia się Żabon, który po krótkiej walce z bestią ratuje księżniczkę. Zakochani salwują się ucieczką, jednak gubią się w labiryncie korytarzy. Natykają się na Kapturnika, gdy ten wraz z Kocurem i Karłem chcą zanieść Skorpionowi prezenty. Żabon wskazuje im drogę do niego, po czym niezatrzymany przez nich biegnie dalej z Emilką. Kapturnik spotyka Skorpiona w jego prawdziwej postaci i ucieka z krzykiem. Żabon z księżniczką biegną dalej, ale natrafiają na Damię, która próbuje ich zatrzymać. Przerażeni wskakują w jakiś tunel i trafiają do podziemi. Do zaćmienia słońca zostało tylko kilka godzin. Żółw i Wydra naprawiają „Bosco” i ruszają w kierunku Krainy Fontann. Tymczasem Żabon z Emilką natykają się na jaja z potomstwem Skorpiona. Co gorsza owo potomstwo zaczyna się właśnie wykluwać.
Odcinek 25 – Biegiem, Żabon! Zaczyna się zaćmienie!:
Żabon i Emilka z trudem wydostają się z jaskini pełnej potomstwa Skorpiona. Muszą jednak dalej uciekać, gdyż dopadają ich Damia ze swoimi żołnierzami. Pościg jednak przerywa sam Skorpion, który chce, by zakochaną parę pożarły jego dzieci. Tymczasem Żółw i Wydra lądują w Krainie Fontann. Zostają pochwyceni przez Kapturnika, który chce ukraść im statek, jednak przyjaciołom udaje się oszukać swego wroga – Żółw wmawia Kapturnikowi, że w podziemiach tej krainy znajdują się ogromne pokłady złota i namawiają go do ich wspólnego wydobycia. Żabon z Emilką dostają się do kopalni, w której mieszkańcy Krainy Fontann pracują jako niewolnicy w celu zasypania wszelkich źródeł Żywej Wody – ona jako jedyna może zniszczyć Skorpiona i jego potomstwo. W kopalni zjawia się też Kapturnik, który skuszony fałszywą wizją pokładów złota wywołuje bunt wśród niewolników i razem z nimi atakuje żołnierzy Skorpiona. Wszyscy uciekają, jednak podziemia to istny labirynt. Na szczęście idąc tu Żółw i Wydra zaznaczyli sobie drogę, więc wydostanie się z kopalni nie stanowi problemu. W tym samym czasie Speak sprowadza długo oczekiwaną odsiecz, która atakują armię Skorpiona. Damia nie rzuca swoich sił do walki, by wesprzeć tyrana, gdyż nie jest pewna jego intencji wobec niej samej. Żabon i Emilka oraz Żółw i Wydra na czele uwolnionych mieszkańców Krainy Fontann przyłączają się do bitwy. Walkę przerywa zaćmienie słońca, które właśnie się rozpoczęło.
Odcinek 26 – Czy przemiana Emilki ocali świat?:
Pagórek, na którym znajduje się tron Krainy Fontann, podnosi się przemieniając się w niewielką górę. Emilka musi zasiąść na tronie nim zaćmienie dobiegnie do końca, zaczyna więc wspinać się do niego. Skorpion widząc to przybiera swą prawdziwą postać i atakuje księżniczkę. Damia widząc, kim naprawdę jej jest mistrz i jakie ma zamiary wobec świata (a tym samym wobec niej) ucieka. Żabon próbuje powstrzymać Skorpiona, ale zostaje przez niego powalony. Emilka wspina się dalej. Skorpion próbuje ją pochwycić, lecz wówczas atakuje go Damia ze swoimi żołnierzami na pokładzie „Skorpiona II”. Potwór jednak niszczy statek i zabija znajdujących się na nim najemników – Damia jednak uchodzi z katastrofy cało. Żabon z pomocą Endera oraz Żółwia i Wydry atakuje Skorpiona próbując go odciągnąć od Emilki. Z pomocą przychodzi im smoczyca i jej synek. W końcu Emilce udaje się zasiąść na tronie. Rozpoczyna się metamorfoza księżniczki, która uruchamia uwięzioną dotąd Żywą Wodę, ta zaś zaczyna oblewać całą krainę. Żywa Woda zalewa Skorpiona i jego potomstwo zabijając ich. Żabon z przyjaciółmi na pokładzie statku „Bosco” próbuje zatrzymać przemianę Emilki wiedząc, że w ten sposób traci ją na zawsze. Księżniczka jednak jest już pogodzona ze swoim losem i oddaje ukochanemu swój naszyjnik, po czym dokonuje przemiany w pięknego motyla chroniącego swą mocą cały świat. Speak próbuje podlecieć do Emilki, ale blask bijący z jej osoby odrzuca go od siebie i zamienia w prawdziwego ptaka. Załamany Żabon przechowuje jako cenny skarb naszyjnik od Emilki. Czuje, że serce mu pęka i już nic nie jest w stanie go pocieszyć, nawet słowa Endera, który uznaje jego, Żółwia i Wydrę za prawdziwych rycerzy Krainy Fontann. Damia postanawia wyruszyć w świat i szukać na nim własnego miejsca. Kapturnik wraz ze swymi pomocnikami oraz nietoperzem Posłańcem oddaje się pod jej komendę i rusza z nią. Mieszkańcy Lasu Bosco oraz Żółw, Wydra i Żabon (ze ściśniętym sercem) wracają do swoich domów. Po drodze, za pomocą swego naszyjnika, kontaktuje się z nimi Emilka, która obiecuje, że zawsze będzie z nimi.